# Федерація футболу Ісламської Республіки Іран
Федерація футболу Ісламської Республіки Іран — організація, яка керує футбольною діяльністю в Ірані. Засновано її у 1920 році, членом ФІФА Ф. Ф. І. Р. І. стала в 1948 році, а до АФК приєдналася у 1954 році.
Федерація відповідає за скликання та діяльність національної збірної.

## Члени
| Організація                          | Період                              |
| ------------------------------------ | ----------------------------------- |
| ФІФА                                 | з 1948 року                         |
| АФК                                  | з 1954 року                         |
| Федерація футболу Західної Азії      | з 2001 по 2014 рік (член-засновник) |
| Футбольна асоціація Центральної Азії | з 2015 року (член-засновник)        |

## Дискваліфікація
23 листопада 2006 року ФІФА призупинила членство Федерації через втручання уряду у футбольні справи, що суперечить правилам ФІФА. Проте вже 17 грудня 2006 року відновила після зміни керівництва Федерації. 

## Скандали
Федерація та уряд не допускає іранських жінок на стадіони.
Після виборів 2009 року в країні почалися громадянські протести, у ході яких сімом гравцям національної збірної було пожиттєво заборонено виступати за неї, у зв'язку з підтримкою опозиційного руху.
У 2011 році жіночу збірну Ірану було відсторонено від змагань під егідою ФІФА через те, що Федерація змусила футболісток грати у хіджабах.
У 2015 році Ф. Ф. І. Р. І. заборонила деяким гравцям виступати за збірну через проблеми з призовом на військову службу.